# Шеметов, Сергей Сергеевич (хоккеист)
Сергей Сергеевич Шеметов (род. 3 сентября 1984, Апатиты, Мурманская область) — российский хоккеист, нападающий.

## Биография
Начинал играть в Апатитах. Воспитанник ярославского «Локомотива». Бо́льшую часть карьеры провёл в командах низших лиг России. Выступал за клубы «Локомотив-2» Ярославль (2000/01 — 2001/02), «Элемаш» Электросталь (2001/02), «Воронеж» (2002/03),
сыграл 10 матчей в Суперлиге за «Нефтехимик» Нижнекамск (2003/04), затем играл за «Газовик» Тюмень (2003/04 — 2004/05, 2006/07), «Газовик-Универ» (2003/04 — 2004/05, 2006/07), «Лев» Бенешов (2005/06, 4 дивизион Чехии), «Кристалл-Югра» Белоярский (2006/07), «Алтай» Барнаул (2006/07),
«Газовик-СибГУФК» (2007/08), «Рыбинск» и «Саров» (2008/09).
Победитель Европейского юношеского Олимпийского фестиваля 2001 года в составе сборной России. Серебряный призёр чемпионата мира среди юниоров 2002. Победитель хоккейного турнира зимней Универсиады 2005. На драфте НХЛ 2002 года был выбран в 8-м раунде под общим 258-м номером клубом «Колорадо Эвеланш».